# Juristenausbildung in England und Wales
Die Juristenausbildung in England und Wales bezeichnet die erforderliche Ausbildung für die Tätigkeit in juristischen Berufen in England und Wales.

## Akademischer Abschnitt
Ein Studium der Rechtswissenschaften ist in England bis heute keine Voraussetzung für die Ausübung eines juristischen Berufes. Unter den bedeutendsten Richtern der englischen Rechtsgeschichte finden sich zahlreiche, die nie ein juristisches Studium an einer Universität absolviert haben: Lord Diplock war Chemiker, Lord Wilberforce hatte klassische Altertumswissenschaften studiert, Lord Denning war zunächst Mathematiker. Für die Laufbahn als solicitor ist überhaupt kein Studium notwendig, für die Zulassung zur Bar immerhin irgendein akademisches Studium. Überzeichnend sehen kontinentale Beobachter deshalb die Juristenausbildung in England als eine noch immer rein praktische Ausbildung, für die ein Universitätsstudium „nicht nur nicht nötig, sondern geradezu schädlich sei.“
Gleichwohl hat heute zumindest die Mehrheit der englischen Juristen ein Jurastudium absolviert. Dient das rechtswissenschaftliche Studium der Vorbereitung auf eine Anwaltskarriere, wird es typischerweise mit einem Bachelor of Laws, in Oxford und Cambridge mit einem Bachelor of Arts abgeschlossen. Ein weiterführendes Studium mit Master (LL.M.) oder gar Promotion (Ph.D.) ist unüblich – wenn nicht sogar hinderlich – und dient meist nur der Vorbereitung auf eine akademische Karriere.

## Berufsvorbereitender Abschnitt
Eine Richterlaufbahn wie in Deutschland existiert in England nicht. Berufsmäßiger Richter kann nur werden, wer über Jahre hinweg erfolgreich als Anwalt tätig war. Deshalb ist der berufsvorbereitende Abschnitt einzig auf die Ausbildung als Rechtsanwalt in ihren zwei Ausprägungen ausgerichtet. Die Überwachung der Ausbildung geschieht nicht durch den Staat, sondern durch die jeweiligen Standesorganisationen: die Inns of Court und die Law Society.

### Solicitor

#### Legal Practice Course (LPC)
Die Ausbildungsstation im Legal Practice Course wird von der Law Society gestaltet und dauert im Vollzeitstudium ein Jahr. Im Gegensatz zum LL.M. werden hierbei nicht vertiefte akademische Kenntnisse, sondern berufspraktische Fähigkeiten vermittelt.

#### Training Contract
Die letzte Etappe der Ausbildung zum solicitor ist der zweijährige Training contract in einer Kanzlei (law firm), früher als articled clerkship bezeichnet.

### Barrister

#### Bar Professional Training Course
Die Ausbildung zum barrister beginnt mit einer einjährigen Ausbildung, dem Bar Professional Training Course (vor 2010 Bar Vocational Course) an der Inns of Court Law School in London.

#### Pupillage
Anschließend muss sich der angehende Anwalt für ein Jahr als bar student bei einem der Inns of Court einschreiben. Während dieser pupillage erarbeitet sich der pupil unter Anleitung eines pupil supervisor (früher: pupil master) erste praktische Erfahrung. Darüber hinaus bestehen 12 (früher 24) verpflichtende Abendessen, sog. dining terms. Galten diese früher als Gelegenheit zum Kontakt zwischen Richtern, angehenden und praktizierenden Anwälten, wird ihr Sinn der hohen Studentenzahlen wegen heute stark hinterfragt:

“Today it is difficult to find any student who can see any value or utility in the ritual of dining in hall. The food, it is said, is poor or scanty or both, and the conversation does no more than pass the time; but the Inn requires it, and so one must go through the pointless ceremony.”